# Marche des femmes sur Grand-Bassam
La marche des femmes sur Grand-Bassam désigne un mouvement de contestation à l'initiative des femmes en Côte d'Ivoire, qui se rendent d'Abidjan à Grand-Bassam du 22 au 24 décembre 1949 pour demander la libération des responsables politiques emprisonnés par les autorités coloniales françaises. Le bilan  de la journée du 24 décembre était de cinq gendarmes agressés et quatre femmes arrêtées selon les autorités locales, tandis que le journal Le Patriote de Saint-Étienne du 27 décembre 1949 faisait état de plus de 40 femmes blessées.

## Contexte politique

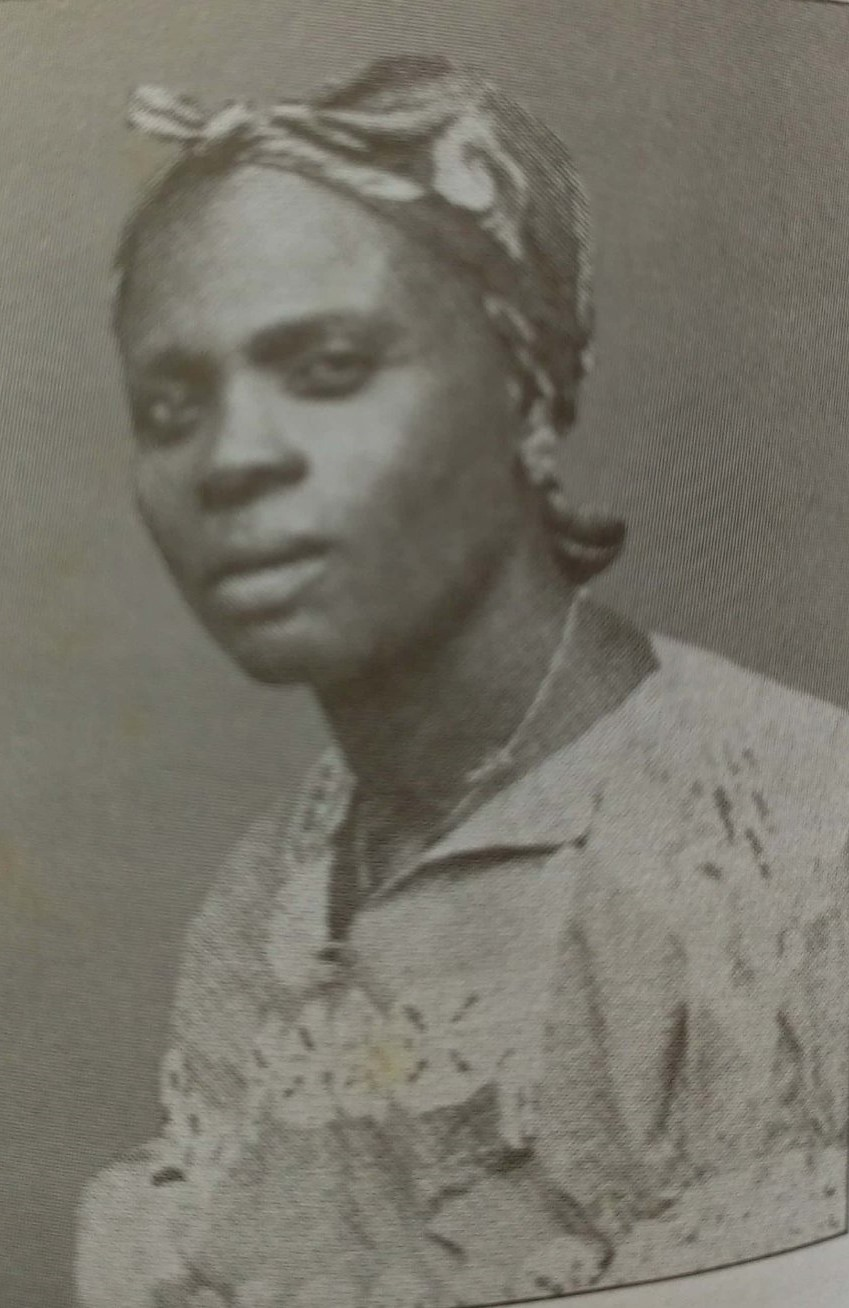
Marie Koré, une des têtes de files de la marche selon Henriette Diabaté.

Le 7 février 1949, 8 dirigeants du Parti démocratique de Côte d'Ivoire (PDCI) sont incarcérés sans jugement à la prison de Grand-Bassam par les autorités coloniales à la suite d'une action de contestation. 10 mois plus tard, la date du procès n'était pas encore fixée alors que les détenus souffrent de conditions précaires. Dès le 12 décembre, ils décidèrent d'entamer une grève de la faim pour faire réagir les autorités, sans succès. Celles-ci affirmèrent que les prisonniers se cachent pour manger alors même que certains sont hospitalisés à cause de problèmes de santé.
De leur côté, les militantes, dont certaines sont des femmes ou sœurs de détenus comme Marie Koré, s'organisent pour obtenir leur libération. Plusieurs actions politiques sont entreprises pour faire réagir le gouvernement : diverses lettres au procureur, pressions économiques par le boycott des produits importés qui est suivi par une partie de la population, etc., en vain.
Le 20 décembre, une première manifestation à Abidjan est organisée dans le calme mais sans résultat. La passivité du gouvernement sera à l'origine de la grande marche des jours suivants.

## Déroulement
Le 22 décembre, plusieurs délégations de femmes prennent le taxi-bus afin de manifester devant le palais du procureur. Pour éviter d'être arrêtées, certaines rusent en s'habillant aux couleurs de la France et en agitant des drapeaux tricolores. Les autorités ne sont pas dupes très longtemps et commencent à restreindre la mobilité des femmes. Les chauffeurs ont pour ordre de ne plus les transporter. Elles décident de faire le reste de chemin à pied en passant par la plage ou les cocoteraies pour éviter les policiers qui sillonnent la route. À onze heure, elles sont plus de 150 devant le Palais de Justice, elles demandent à être reçues par le procureur sans succès. Elles sont repoussées jusqu'au quartier l'Impérial. Tout au long de la journée, d'autres femmes viennent gonfler les rangs. Le soir, les militantes se reposent et discutent stratégie chez les habitants qui les hébergent. Malgré la pression des forces de l'ordre, environ 2 000 femmes vont ainsi manifester lors de cette marche.
Le 23 décembre 1949, les femmes continuent d'arriver pour manifester. À la suite des refus réitérés du procureur de recevoir leur délégation, elles décident de se rendre directement à la prison le jour suivant pour faire entendre leurs voix.
Le 24 décembre 1949, dès l'aube, elles se séparent en petits groupes pour chercher à rejoindre la prison gardée par les autorités locales. Elles se divisent en plusieurs groupes pour maximiser leur chance, certaines longeant la mer, certaines en pirogues. Divers barrages sont mis en place par les forces de l'ordre séparant les militantes, rendant difficile l'accès à la prison. Pour les repousser, les militaires font usage de gaz lacrymogène ainsi que de pompes à eau puisant directement dans la lagune chargée de sable. Le gouvernement local a affirmé par la suite que les grenades n'étaient pas chargées.
Face à la répression et aux demandes d'Houphouët-Boigny, dirigeant du PDCI, les femmes finissent par abandonner et rentrer chez elles sans obtenir gain de cause. Ce n'est qu'au mois de mars que les militants obtiendront une mise en liberté partielle,.

## Postérité

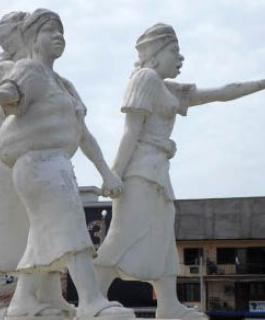
Détail du monument à la marche des femmes.

Bien que sur le moment, les femmes participant à cette marche n'aient pas obtenu gain de cause, le courage qu'elles ont eu en affrontant à mains nues les autorités militaires armées s'est inscrit dans l'historique national et symbolise désormais les capacités de résistance des femmes du pays. Le souvenir de la marche est longtemps resté oral, avant de donner lieu à un premier ouvrage en 1975, sous la plume de Henriette Diabaté. Si cet épisode est sorti de l'oubli, l'historien Nandouhard Akuesson regrette cependant la faible place qui lui est fait dans les programmes scolaires du pays.
Le pont reliant le quartier français au reste de la ville a été baptisé « pont de la Victoire » en leur hommage. Une statue représentant trois femmes manifestant a aussi été érigée en leur honneur. Un timbre a été édité à l'effigie de Marie Koré, l'une des dirigeantes du mouvement, frappée à plusieurs reprises, blessée et condamnée à deux mois de prison,.
Quant à Anne-Marie Raggi, elle fut membre du Conseil économique et social de 1976 à 2000 et a exercé les fonctions d'adjointe au maire de 1980 à 1985.
Au musée national du costume de Grand-Bassam, une salle est consacrée à l'histoire de la marche,.